# Vladimír Vačkář
Vladimír Vačkář (Prostějov, 6 de febrer de 1949) va ser un ciclista amateur txecoslovac, d'origen txec, que s'especialitzà en la pista, concretament en el tàndem. Va guanyar sis medalles, quatre d'elles d'or, als Campionats del Món de l'especialitat. Va participar en els Jocs Olímpics de 1972.

## Palmarès
- 1973
  -  Campió del món en Tàndem (amb Miroslav Vymazal)
- 1974
  -  Campió del món en Tàndem (amb Miroslav Vymazal)
- 1977
  -  Campió del món en Tàndem (amb Miroslav Vymazal)
- 1978
  -  Campió del món en Tàndem (amb Miroslav Vymazal)